# Diócesis de Dunkeld
La diócesis de Dunkeld (en latín: Dioecesis Dunkeldensis y en inglés: Roman Catholic Diocese of Dunkeld) es una circunscripción eclesiástica de la Iglesia católica en el Reino Unido. Se trata de una diócesis latina, sufragánea de la arquidiócesis de San Andrés y Edimburgo. Desde el 27 de mayo de 2024 su obispo es Andrew McKenzie.

## Territorio y organización

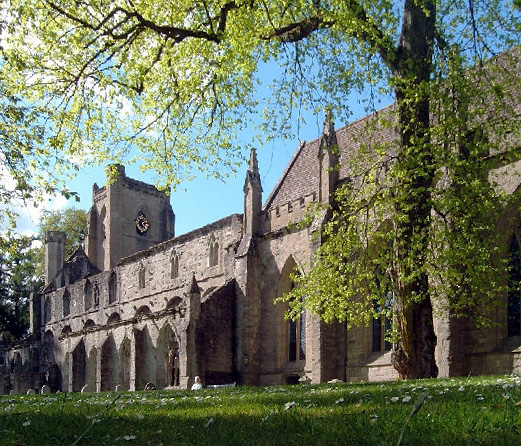
Catedral medieval de San Columba, en Dunkeld, hoy un lugar de culto de la Iglesia de Escocia

La diócesis tiene 8495 km² y extiende su jurisdicción sobre los fieles católicos de rito latino residentes en parte de Escocia, comprendiendo los condados de Angus y Perth and Kinross, en parte de los condados de Stirling, Clackmannanshire, Fife, incluyendo las ciudades y pueblos de Arbroath, Callander, Dunblane, Dundee y Perth.

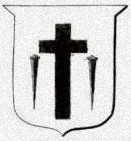
Escudo de la antigua diócesis de Dunkeld

La sede de la diócesis se encuentra en la ciudad de Dundee, en donde se halla la Catedral de San Andrés. En Dunkeld se encuentra la excatedral de San Columba, perteneciente desde 1560 a la Iglesia de Escocia.
En 2023 en la diócesis existían 44 parroquias.

## Historia

### Antigua diócesis de Dunkeld
La región picta del sur (Escocia meridional) fue evangelizada desde principios del siglo V por el misionero celta Niniano, cuyo trabajo fue continuado en el siglo siguiente por Columba y los misioneros escocés-irlandeses de la abadía de Iona. La actividad misionera y el progreso alcanzado fueron severamente puestos a prueba por las invasiones escandinavas a finales del siglo VIII.
El rey Alejandro I (1107-1124), erigió las dos primeras diócesis escocesas, Dunkeld y Moray, el 20 de junio de 1107.
La diócesis católica terminó el 7 de agosto de 1560 cuando el parlamento escocés adoptó los artículos de la fe protestante. El último obispo católico fue Robert Crichton, uno de los tres obispos que se negaron a unirse a la nueva fe. El prelado logró resistir durante una década bajo la protección de María Estuardo antes de ser arrestado por el conde de Morton en 1571; finalmente fue puesto en libertad por senilidad como señal de distensión por el rey Jacobo poco antes de su muerte en 1585.

### Restauración
Debido a la cantidad de inmigrantes irlandeses durante el siglo XIX, la ciudad sede de Dundee siempre ha tenido un mayor porcentaje de católicos que otras ciudades y pueblos de la costa este escocesa. La diócesis de Dunkeld con sede en Dundee fue restaurada el 4 de marzo de 1878 mediante la bula Ex supremo Apostolatus del papa León XIII.
El cabildo catedralicio, erigido en 1895, estaba compuesto por un preboste y ocho canónigos.

## Estadísticas
Según el Anuario Pontificio 2024 la diócesis tenía a fines de 2023 un total de 64 550 fieles bautizados.
| Año                                                                             | Población            | Población | Población      | Sacerdotes | Sacerdotes    | Sacerdotes    | Bautizados por sacerdote | Diáconos permanentes | Religiosos | Religiosos | Parroquias |
| Año                                                                             | Bautizados católicos | Total     | % de católicos | Total      | Clero secular | Clero regular | Bautizados por sacerdote | Diáconos permanentes | Varones    | Mujeres    | Parroquias |
| ------------------------------------------------------------------------------- | -------------------- | --------- | -------------- | ---------- | ------------- | ------------- | ------------------------ | -------------------- | ---------- | ---------- | ---------- |
| 1950                                                                            | 50 439               | 553 363   | 9.1            | 61         | 37            | 24            | 826                      |                      | 33         | 90         | 24         |
| 1970                                                                            | 50 860               | 500 000   | 10.2           | 107        | 80            | 27            | 475                      |                      | 39         | 85         | 38         |
| 1980                                                                            | 49 100               | 451 000   | 10.9           | 72         | 45            | 27            | 681                      |                      | 44         | 74         | 38         |
| 1990                                                                            | 50 000               | 462 100   | 10.8           | 67         | 49            | 18            | 746                      |                      | 30         | 75         | 39         |
| 1999                                                                            | 45 000               | 450 000   | 10.0           | 53         | 37            | 16            | 849                      | 10                   | 19         | 54         | 38         |
| 2000                                                                            | 45 000               | 450 000   | 10.0           | 50         | 37            | 13            | 900                      | 11                   | 14         | 44         | 38         |
| 2001                                                                            | 43 000               | 443 000   | 9.7            | 49         | 36            | 13            | 877                      | 10                   | 16         | 41         | 38         |
| 2002                                                                            | 43 000               | 400 000   | 10.8           | 45         | 34            | 11            | 955                      | 9                    | 14         | 40         | 38         |
| 2003                                                                            | 43 000               | 400 000   | 10.8           | 46         | 35            | 11            | 934                      | 13                   | 14         | 42         | 38         |
| 2004                                                                            | 43 000               | 400 000   | 10.8           | 45         | 35            | 10            | 955                      | 12                   | 13         | 38         | 38         |
| 2006                                                                            | 43 000               | 400 000   | 10.8           | 43         | 33            | 10            | 1000                     | 9                    | 13         | 35         | 35         |
| 2013                                                                            | 44 100               | 411 500   | 10.7           | 40         | 27            | 13            | 1102                     | 4                    | 14         | 21         | 35         |
| 2016                                                                            | 64 500               | 330 864   | 19.5           | 42         | 29            | 13            | 1535                     | 7                    | 15         | 12         | 44         |
| 2019                                                                            | 64 680               | 332 146   | 19.5           | 58         | 43            | 15            | 1115                     | 11                   | 15         | 10         | 44         |
| 2021                                                                            | 63 260               | 333 101   | 19.0           | 54         | 40            | 14            | 1171                     | 7                    | 15         | 8          | 44         |
| 2023                                                                            | 64 550               | 332 146   | 19.4           | 63         | 43            | 20            | 1024                     | 11                   | 20         | 11         | 44         |
| Fuente: Catholic-Hierarchy, que a su vez toma los datos del Anuario Pontificio. |                      |           |                |            |               |               |                          |                      |            |            |            |

## Episcopologio
- George Rigg † (22 de marzo de 1878-18 de enero de 1887 falleció)
  - Sede vacante (1887-1890)
- James August Smith † (14 de agosto de 1890-30 de agosto de 1900 nombrado arzobispo de San Andrés y Edimburgo)
- Angus MacFarlane † (21 de febrero de 1901-24 de septiembre de 1912 falleció)
- Robert Fraser † (14 de mayo de 1913-28 de marzo de 1914 falleció)
- John Toner † (8 de septiembre de 1914-31 de mayo de 1949 falleció)
- James Donald Scanlan † (31 de mayo de 1949 por sucesión-23 de mayo de 1955 nombrado obispo de Motherwell)
- William Andrew Hart † (27 de mayo de 1955-26 de enero de 1981 retirado)
- Vincent Paul Logan † (26 de enero de 1981-30 de junio de 2012 renunció)
- Stephen Robson (11 de diciembre de 2013-28 de diciembre de 2022 renunció)
  - Martin Chambers † (2 de febrero de 2024-10 de abril de 2024 falleció) (obispo electo)[nota 2]
- Andrew McKenzie, desde el 27 de mayo de 2024